# Nathaniel P. Hill
Nathaniel P. Hill (Montgomery, 1832. február 18. – Denver, 1900. május 22.) az Amerikai Egyesült Államok szenátora (Colorado, 1879–1885).